# Comuna Voinașivka, Bar
Voinașivka (în ucraineană Войнашівка) este o comună în raionul Bar, regiunea Vinnița, Ucraina, formată din satele Zatokî, Voinașivka (reședința), Mijlissea, Zamojne, Kanonîțke, Pleațîna și Mîrne.

## Demografie
Componența lingvistică a satului Voinașivka
     Ucraineană (98,65%)
     Rusă (1,1%)
     Alte limbi (0,18%)
Conform recensământului din 2001, majoritatea populației satului Voinașivka era vorbitoare de ucraineană (98,65%), existând în minoritate și vorbitori de rusă (1,1%).